# نمادهای ملی انگلستان
نمادهای ملی انگلستان (به انگلیسی: National symbols of England) منتسب به چیزهایی است که به‌عنوان نماد، نماینده یا ویژگی‌های انگلستان یا فرهنگ انگلیسی شمرده می‌شوند. برخی از آنها تأسیس شده‌است، همانند علامات رسمی، بر فرض مثال نشان‌های سلطنتی انگلستان، که به‌عنوان نشان مدون نجابت خانوادگی شناخته می‌گردد، نمادهای دیگر ممکن است که وضعیت رسمی نداشته باشند اما در سطح ملی یا بین‌المللی کاملاً شناخته شده هستند.

## غذاها و نوشیدنی‌ها
|  | چیپس و ماهی: خوراکی است که در اصل از بریتانیا می‌آید و یک غذای محبوب در فست فود هاست. همان‌طور که از نامش پیداست از سیب زمینی سرخ شده و فیله سرخ شده ماهی درست می‌شود. در همه فروشگاه‌ها و رستوران‌های بریتانیا به راحتی می‌توان چیپس و ماهی را پیدا کرد. چیپس و ماهی غذای مشترک همه شهرهای بریتانیاست. |
|  | روست بیف: این غذا در کشورهای انگلستان، ایالات متحده آمریکا، کانادا، نیوزلند و استرالیا از گوشت گاو تهیه و به‌طور سنتی در شام یکشنبه (روز تعطیل) سرو می‌شود |
|  | چای: یکی از نمادهای انگلستان است. در سال ۲۰۰۶ یک نظرسنجی تحت حمایت دولت تایید کرد که یک فنجان چای، یک نماد ملی است. |

## فولکلور
|  | شاه آرتور: پادشاه افسانه‌ای و دادگستر که در دوره ناشناخته ای از سده‌های میانی (سده ششم تا شانزدهم) بر بریتانیا فرمانروایی می‌کرد. به گفته ای او کسی بود که از بریتانیای سده ششم در برابر یورش ساکسون‌ها دفاع کرد. و پس از آن به نام نخستین پادشاه بریتانیا تاجگذاری کرد |
|  | جان بول: نماد بریتانیای کبیر به‌طور عام و انگلستان به‌طور خاص است. این نماد به ویژه در کارتون‌ها و پوسترهای سیاسی کاربرد دارد. |
|  | رابین هود: یک شخصیت داستانی و کهن‌الگو در فرهنگ فولکلور انگلیس است. ریشهٔ داستان رابین‌هود به سده‌های میانه بازمی‌گردد.. |

## نظامی
|  | الیور کرامول تنها رئیس جمهور بریتانیا بود. |
|  | هوریشیو نلسون یکی از بزرگترین دریاسالاران امپراتوری بریتانیا بود که در جنگ‌های بسیاری از جمله نبرد ترافالگار و نبرد ابوقیر نقشی کلیدی در پیروزی بریتانیا داشت، و نیروی دریایی بریتانیا در زمان او با شکست دادن نیروی دریایی فرانسه و اسپانیا سیادت کاملی بر دریاهای جهان به دست آورد. |
|  | آرتور ولزلی (زاده ۱ مه ۱۷۶۹ – درگذشته ۱۴ سپتامبر ۱۸۵۲) سیاستمداری اهل پادشاهی بریتانیا، اصالتاً از مردم ایرلند و یکی از برجسته‌ترین چهره‌های نظامی قرن ۱۹ میلادی به شمار می‌آید. وی حتی پس از مرگش، اغلب به عنوان دوک ولینگتون شناخته می‌شود.                                             |

## افراد
|  | آلفرد بزرگ (متولد ۸۴۹ - درگذشته ۲۶ اکتبر ۸۹۹میلادی)، از سال ۸۷۱ تا ۸۹۹ میلادی، پادشاه وسکس واقع در جنوب غربی انگلستان بوده‌است. .                                                                                 |
|  | وینستون چرچیل (زادهٔ ۳۰ نوامبر ۱۸۷۴ - درگذشتهٔ ۲۴ ژانویهٔ ۱۹۶۵) سیاست‌مدار و نویسندهٔ بریتانیایی است که بین سال‌های ۱۹۴۰ تا ۱۹۴۵، یعنی در طول جنگ جهانی دوم، و بار دیگر بین سال‌های ۱۹۵۱ تا ۱۹۵۵ نخست‌وزیر بریتانیا بود. |
|  | جرجیس یا گئورگ یا جورج قدیس از پیامبران بنی اسراییل بود، که پس از عیسی می‌زیسته‌است. |
|  | ملکه ویکتوریا (زادهٔ ۲۴ مهٔ ۱۸۱۹ - درگذشتهٔ ۲۲ ژانویهٔ ۱۹۰۱) از ۲۰ ژوئن ۱۸۳۷ تا پایان عمر، ملکهٔ پادشاهی متحد بریتانیای کبیر و ایرلند بود. همچنین، از ۱ ژانویهٔ ۱۸۷۷ تا پایان عمر، امپراتریس هند بود..                 |